# Tom Create
Tom Create est un studio de développement de jeux vidéo japonais fondé en 1991[réf. nécessaire] et basé à Tokyo.

## Ludographie
- 1991 : Kingyo Chuuihou! Wapiko no Waku Waku Stamp Rally! (Game Boy)
- 1992 : Magical * Taruruuto-kun 2: Raiba Zone Panic!! (Game Boy)
- 1992 : Super BikkuriMan: Densetsu no Sekiban (Game Boy)
- 1993 : Super Bikkuriman (Super Nintendo)
- 1993 : Kachou Shima Kousaku: Super Business Adventure (Super Nintendo)
- 1993 : Pingu: Sekai de Ichiban Genki na Penguin (Game Boy)
- 1994 : Welcome Nakayoshi Park (Game Boy)
- 1994 : Bishoujo Senshi Sailor Moon S: Kondo wa Puzzle de Oshioki yo!! (Super Nintendo)
- 1994 : 3 Choume no Tama: Tama and Friends - 3 Choume Obake Panic!! (Game Boy)
- 1994 :  Mighty Morphin Power Rangers (Game Boy)
- 1994 : Shin SD Gundam Gaiden: Knight Gundam Monogatari (Game Boy)
- 1994 : TV Champion (Game Boy)
- 1994 : Panic in Nakayoshi World (Super Nintendo)
- 1995 : Marmalade Boy (Game Boy)
- 1995 : Bishoujo Senshi Sailor Moon S: Kurukkurin (Super Nintendo)
- 1995 : Tottemo! Lucky Man: Lucky Cookie Roulette de Totsugeki (Super Nintendo)
- 1995 : Ultra League: Moero! Soccer Daikessen!! (Super Nintendo)
- 1995 : Mighty Morphin Power Rangers: The Movie (Game Boy)
- 1995 : Bishoujo Senshi Sailor Moon Super S: Fuwa Fuwa Panic (Super Nintendo)
- 1996 : SD Gundam Power Formation Puzzle (Super Nintendo)
- 1996 : New Yatterman: Nanndai Kanndai Yajirobe (Super Nintendo)
- 1996 : Poi Poi Ninja World (w/Sufami Turbo) (Super Nintendo)
- 1996 : SD Ultra Battle: Ultraman Densetsu (w/Sufami Turbo) (Super Nintendo)
- 1996 : SD Ultra Battle: Seven Densetsu (Sufami Turbo) (Super Nintendo)
- 1996 : Gegege no Kitarou: Youkai Donjaara (Sufami Turbo) (Super Nintendo)
- 1997 : Saber Marionette J: Battle Sabers (Limited Edition) (PlayStation)
- 1997 : Game de Hakken!! Tamagotchi (Game Boy)
- 1997 : Game de Hakken!! Tamagotchi 2 (Game Boy)
- 1998 : Game de Hakken!! Tamagotchi Osucchi to Mesucchi (Game Boy)
- 1999 : SD Gundam: Emotional Jam (WonderSwan)
- 1999 : Vaitz Blade (WonderSwan)
- 2000 : Digital Partner (w/WonderWave) (WonderSwan)
- 2000 : SD Gundam G Generation-F: Limited Edition (PlayStation)
- 2001 : Uchuu Senkan Yamato (WonderSwan Color)
- 2001 : SD Gundam G Generation-F.I.F (PlayStation)
- 2001 : Kurupara! (WonderSwan Color)
- 2001 : Ultraman: Hikari no Kuni no Shisha (WonderSwan Color)
- 2002 : Digital Monsters Card Game Ver. WonderSwan Color (WonderSwan Color)
- 2002 : Gransta Chronicle (WonderSwan Color)
- 2002 : SD Gundam G Generation Neo (PlayStation 2)
- 2004 : Hagane no Renkinjutsushi: Meisou no Rinbukyoku (Game Boy Advance)
- 2004 : Hagane no Renkinjutsushi: Omoide no Soumeikyoku (Game Boy Advance)
- 2004 : SD Gundam Force (Game Boy Advance)
- 2004 : SD Gundam Force: Showdown! (PlayStation 2)
- 2005 : Kidou Senshi Gundam Seed Destiny: Generation of C.E. (PlayStation 2)
- 2007 : SD Gundam G Generation Spirits (PlayStation 2)
- 2008 : Bleach: The 3rd Phantom (Nintendo DS)
- 2009 : Hirameki Card Battle: Mekuruca (Wii)
- 2009 : Unou to Sanou ga Kousa Suru: UraNoura (Nintendo DS)
- 2009 : SD Gundam G Generation Wars (PlayStation 2)
- 2009 : SD Gundam G Generation Wars (Wii)
- 2009 : Ichimoudaijin! Neko King (Nintendo DS)
- 2009 : Earth Saver: Inseki Bakuha Daisakusen (Nintendo DS)
- 2010 : Uchimakure! Touch Pen Wars (Nintendo DS)
- 2010 : Uchimakure! Touch Pen Wars (Nintendo DS)
- 2010 : Earth Saver Plus: Inseki Bakuha Daisakusen (PlayStation Portable)
- 2010 : Ike! Ike!! Hamster (Nintendo DS)
- 2010 : Earth Saver Plus: Inseki Bakuha Daisakusen (Nintendo DS)
- 2010 : Earth Saver Plus: Inseki Bakuha Daisakusen (Nintendo DS)
- 2010 : Uchimakure! Touch de Chameleon (Nintendo DS)
- 2010 : Iza! Kakeagare! Tower of God (Nintendo DS)
- 2010 : Iza! Kakeagare! Tower of God (Nintendo DS)
- 2010 : Otakara Hunter: Submarine Kid no Bouken (Nintendo DS)
- 2010 : Otakara Hunter: Submarine Kid no Bouken (Nintendo DS)
- 2010 : Omikoshi Wars (Nintendo DS)
- 2010 : Omikoshi Wars (Nintendo DS)
- 2011 : Castle Conqueror: Revolution (Nintendo DS)
- 2012 : Oseose! Castle Heroes: Kakumei-Hen (Nintendo DS)
- 2012 : Ikki Tousen! Smash Heroes (Nintendo 3DS)
- 2012 : Dasshutsu! Zombie City (Nintendo 3DS)
- 2012 : Itsudemo Isshoni: Blackjack Tournament (Nintendo 3DS)
- 2012 : Shinobi Spirits: Sanada Juuyuushiden (Nintendo 3DS)
- 2013 : Tamago Daibouken (Nintendo 3DS)
- 2014 : Super Hero Generation (PlayStation 3)
- 2015 : Hippari~Nya! (Nintendo 3DS)
- 2015 : Runny Egg (Nintendo 3DS)